# Regione di Dehcho

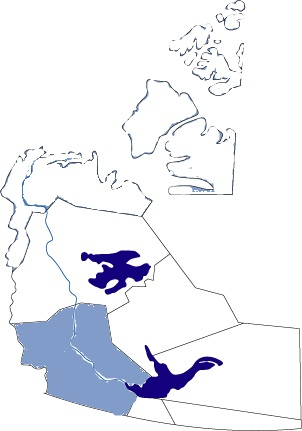
Localizzazione della Regione di Dencho (in azzurro)

La regione di Dehcho è una delle cinque regioni amministrative dei Territori del Nord-Ovest in Canada. La regione comprende otto comunità, con Fort Simpson come capoluogo.

## Comunità
- Fort Liard (frazione)
- Fort Simpson (villaggio)
- Jean Marie River (autorità designata)
- Kakisa (autorità designata)
- Nahanni Butte (autorità designata)
- Trout Lake (autorità designata)
- Wrigley (autorità designata)